# Dariusz Gęsior
Dariusz Jan Gęsior (9 ottobre 1969) è un ex calciatore polacco, di ruolo centrocampista.

## Carriera

### Club
Dariusz Gęsior ha iniziato la sua carriera professionistica nel Ruch Chorzów, con cui ha giocato dal 1987 al 1996 totalizzando 178 presenze e 27 reti in Ekstraklasa, il massimo campionato polacco.
Nel 1997 si è trasferito al Widzew Łódź, dove ha militato per quattro stagioni diventando un punto di riferimento del centrocampo, collezionando 103 presenze e segnando 18 gol. Ha poi giocato una stagione al Pogoń Szczecin (33 presenze, 5 gol) e successivamente all’Amica Wronki dal 2001 al 2003.
Nel biennio 2003-2005 ha indossato la maglia del Wisła Płock, segnando 15 reti in 63 presenze. Ha concluso la carriera da calciatore nel Dyskobolia Grodzisk, disputando 13 partite e realizzando 3 gol tra il 2006 e il 2007.

### Nazionale
Con la nazionale polacca ha vinto la medaglia d'argento ai Giochi olimpici 1992.

## Palmarès

### Club

#### Competizioni nazionali
- Campionato polacco di seconda divisione: 1

Ruch Chorzow: 1987-1988
- Campionato polacco: 1

Ruch Chorzow: 1988-1989
- Coppa di Polonia: 1

Ruch Chorzow: 1995-1996

### Nazionale
- Argento olimpico: 1

Barcellona 1992